# The Battle-Omen
The Battle-Omen („Das Schlachtomen“) ist der Titel einer Erzählung, die am 2. November 1830 anonym in der Zeitung Salem Gazette erschien. Von vielen Literaturwissenschaftlern wird sie Nathaniel Hawthorne zugeschrieben; sie wäre dann seine erste veröffentlichte Kurzgeschichte und nach seinem Roman Fanshawe (1828) sein zweites veröffentlichtes Werk überhaupt. 

## Inhalt
Die Erzählung handelt von zwei jungen Männern, die im Jahr „vor unserem großen Krieg“ von einer Militärübung heimkehren und dabei einen zugefrorenen See überqueren. Scherzend unterhalten sie sich darüber, dass ihre frommen puritanischen Vorfahren vor kommenden Umwälzungen wie drohenden Kriegen  stets im Voraus durch Himmelserscheinungen oder andere Omina gewarnt wurden, wohingegen die himmlischen Kräfte dies in der heutigen Zeit zu verabsäumen scheinen. Auch der Erzähler kommentiert diesen alten Aberglauben in einem längeren Einschub; oft hätten Soldaten, „die zukünftigen Gefallenen ungekämpfter Schlachten,“ militärische Musik vernommen, die aus dem Himmel selbst zu kommen schien.  
Als die beiden Männer Rast machen und sich weiter ins Gespräch vertiefen, vermeinen sie plötzlich, einen getragen gespielten Marsch zu vernehmen, auch Zimbeln, Trommeln,  Waffengeklirre und indianische Kriegsgesänge. Zunehmend verängstigt lauschen sie dieser akustischen „Erscheinung“, die an ihnen von Osten nach Westen vorüberzuziehen scheint, bis sie schließlich langsam im Wald am Ufer langsam verklingt.

## Autorschaft
Zu seinen Lebzeiten bekannte sich Hawthorne nicht zur Autorschaft der Erzählung, anders als im Falle anderer ebenfalls in der Salem Gazette erschienener Frühwerke wie An Old Woman's Tale (1830), die er teils auch in seine späteren Kurzgeschichtensammlungen aufnahm. Donald Clifford Gallup legte erst 1936 überzeugend dar, dass es sich bei The Battle-Omen um ein Werk Hawthornes handele und führte dabei stilistische Merkmale, insbesondere aber auffallende Überschneidungen bei Thematik und der Motivwahl mit anderen frühen Erzählungen Hawthornes zum Beweis an. So hat auch The Hollow of the Three Hills (1830) eine akustische „Erscheinung“ zum Gegenstand, das Motiv des Schlachtomens ist etwa in Old News (1835) prominent. Roger Malvin's Burial (1831) hat ebenfalls den Heimweg zweier Soldaten zum Thema, und Marschmusik ist in gleich mehreren frühen Erzählungen Hawthornes ein Motiv, so in My Kinsman, Major Molineux (1831) und The Gray Champion (1835).

### Ausgaben
In der Centenary Edition of the Works of Nathaniel Hawthorne (Ohio State University Press, Columbus OH 1962- ), der maßgeblichen Werkausgabe, wurde The Battle Omen im von Donald Crowley edierten Band XI (The Snow-Image; Uncollected Tales) aufgenommen. Roy Harvey Pearce hingegen, Mitherausgeber der Centenary Edition, nahm sie nicht in seine für die Library of America besorgte Leseausgabe Tales and Sketches (New York 1982) auf, da ihm die Anhaltspunkte für Hawthornes Autorschaft nicht eindeutig genug erschienen. Auch in zahlreichen anderen Sammlungen der Erzählungen Hawthornes fehlt sie; ein Abdruck in voller Länge findet sich indes in einem Werk der Sekundärliteratur: 
- Alfred Weber: Die Entwicklung der Rahmenerzählungen Nathaniel Hawthornes. Erich Schmidt Verlag, Berlin 1973. ISBN 3503007148

### Sekundärliteratur
- Donald Clifford Gallup: On Hawthorne's Authorship of "The Battle-Omen". In: The New England Quarterly 9:4, Dezember 1936. S. 690–699.
- Hans-Joachim Lang: Poeten und Pointen. Zur amerikanischen Erzählung des 19. Jahrhunderts. Palm & Enke, Erlangen 1985. (=Erlanger Studien 63) ISBN 3789601632
- Alfred Weber: Die Entwicklung der Rahmenerzählungen Nathaniel Hawthornes. Erich Schmidt Verlag, Berlin 1973. ISBN 3503007148